# Weenzen
Weenzen è una frazione del comune tedesco di Duingen, in Bassa Sassonia.
Weenzen costituì un comune autonomo fino al 1º novembre 2016.